# Innoss'B
Innocent Didace Balume, conocido como la escena Innoss'B, nacido el 5 de mayo de 1997 en Goma, República Democrática del Congo, es un cantante, rapero, bailarín y cantautor congoleño.
Comenzó su carrera en solitario en 2010 cuando ganó el premio de televisión de realidad llamado Vodacom Superstar, un concurso musical organizado por la empresa de telecomunicaciones Vodacom en colaboración con la estrella estadounidense Akon, que estaba buscando una súper estrella. en el congo. El 24 de abril de 2014, lanzó su primer álbum titulado Innocent Vol. 1.

## Biografía

### Infancia y comienzo de carrera (1997 - 2010)
Innocent Didace Balume nació el 5 de mayo de 1997 en Goma, Kivu del Norte, República Democrática del Congo. Toda su infancia, vivió en Goma. Es el menor de seis hijos. Creció en una familia de músicos y se dedicó a la música a muy temprana edad gracias a sus padres y sus hermanos. Su padre era un exbailarín pop, su madre era cantante de iglesia y tres de sus compañeros artistas musicales hasta hoy. No solo es cantante y bailarín, sino también toca el yembe (percusión africana), que también es su instrumento favorito.
Se unió a sus hermanos a la edad de 6 años en el grupo Maisha Soul anteriormente llamado Dji-Life. Realmente comenzó su carrera en 2010 cuando ganó el Concurso de Música Superstar de Vodacom, un concurso organizado por la empresa de telecomunicaciones Vodacom en colaboración con la estrella estadounidense Akon. Esta competencia le ha permitido ser conocido tanto a nivel nacional como internacional; para conocer a varias estrellas estadounidenses, entre ellas: Ludacris, Martin Luther King III, Dikembe Mutombo, Quincy Jones, Nelly, T-Bread, T.I., etc. y en particular para grabar una canción en colaboración con Akon.

### Vodacom Superstar (2010 - 2012)
En 2010, Innoss'B ganó el concurso Vodacom Superstar cuando tenía solo 13 años. El ganador del concurso primero debe recibir 25.000 dólares; luego, viajar a los Estados Unidos para grabar una canción con Akon y firmar un contrato de producción. Según los salvajes rumores que invadieron las redes sociales durante este período, su familia se habría negado a dejarlo ir debido a su corta edad y, por otro lado, circularon rumores de que era Akon y la compañía Vodacom quienes se habían negado a viajar con a él y darle todo su premio siempre por su edad,. Hasta la fecha, todos estos rumores no se han confirmado ya que el joven líder, como se le conoce, viajó a los Estados Unidos y grabó la famosa canción con Akon. Ni Innoss'B ni Vodacom quisieron comentar sobre el tema.

### Innocent Vol. 1
En una entrevista dada en la radio Kivu1, Innoss'B anuncia el título de su primer álbum en solitario, Innocent Vol. 1 lanzado el 25 de abril de 2014, con ocho títulos de video e incluye la canción en colaboración con Akon.

En diciembre de 2015, mientras Innoss'B fue invitado por el presidente de Guinea Ecuatorial, Teodoro Obiang Nguema a Guinea Ecuatorial para interpretar su canción Cha Cha, Innoss'B y todo su personal luchan contra la muerte en un accidente de carretera que no causó bajas a pocos heridos. Fue en su cuenta de Facebook que Innoss'B estaba ansioso por asegurar su club de fanes:
"Gracias a Dios, todos están bien. El bello camino de Guinea Ecuatorial quiso quitarnos la vida esta tarde. Mi hermano mayor, Prince Balume, tiene solo una lesión menor y el conductor, pero después de los exámenes no hubo mucho. Ahora estamos descansando en el hotel.''

### Plus
En 2017, sacó su álbum Plus, con canciones como Ozo Beta Mabe, Mon Boulot y Lelo Lelo.

## Discografía

### Álbumes
- 2014 : Innocent Vol. 1
- 2017 : Plus

### Giras
- 2013 : Gira nacional en la RD Congo
- 2014 : Gira en Holanda
- 2015 : Gira Amani en el este de la RD Congo

## Sencillos
- 2013 : Lost.
- 2013 : Big Afrika.
- 2014 : Together as one.
- 2014 : Neti na uh.
- 2014 : Ola.
- 2014 : Ça c'est bon.
- 2015 : Pola.
- 2015 : Cha Cha.
- 2016 : Pepele.
- 2016 : Elengi.
- 2017 : Logik.
- 2018 : Ozo Beta Mabe.
- 2019 : Mon Boulot.
- 2019 : Yo Pe.
- 2020 : Olandi.

### Colaboraciones
- 2010 : Up and away (Akon)
- 2011 : Dors pas tard (Lexxus Legal)
- 2012 : Stop à la guerre! (Lutumba Simaro, Félix Wazekwa, Fally Ipupa, Jean Goubald Kalala, King Kester Emeneya, Barbara Kanam, Mbilia Bel, MJ30, Papa Wemba, Koffi Olomide , etc )
- 2012 : Merci Maman (Fally Ipupa)
- 2015 : Eloko (Werrason)
- 2015 : Tina likolo (Kibistone)
- 2015 : Serafina (MANI Martin)
- 2016 : Prends ton temps (Numerica)
- 2016 : First Lady (X-Maleya)
- 2016 : Elengi (Koffi Olomide)
- 2017 : Dans l’os (X-Maleya)
- 2019 : Yope Remix (Diamond Platnumz)
- 2020 : Best (Damso)

- Datos: Q20631266
- Multimedia: Innoss'B / Q20631266